# Enric II de França
Enric II de França (Saint-Germain-en-Laye, 31 de març de 1519 - París, 10 de juliol de 1559) fou duc de Bretanya (1536-1547) i rei de França (1547-1559).

## Família
Era el desè fill del rei Francesc I de França i la seva primera esposa Clàudia d'Orléans. Era net per línia paterna del comte Carles I d'Angulema i Lluïsa de Savoia, i per línia materna del rei Lluís XII de França i la duquessa Anna de Bretanya.
Es va casar el 1533 a Marsella amb Caterina de Mèdici, filla del duc Llorenç II de Mèdici i Magdalena de La Tour. D'aquesta unió nasqueren:
- el príncep Francesc II de França (1544-1560), rei de França
- la princesa Isabel de Valois (1546-1568), casada el 1559 amb el príncep i futur rei Felip II de Castella
- la princesa Clàudia de França (1547-1575), casada el 1559 amb Carles III de Lorena
- el príncep Lluís III d'Orleans (1549-1550), duc d'Orleans
- el príncep Carles IX de França (1550-1574), duc d'Orleans i rei de França
- el príncep Enric III de França (1551-1589), duc d'Orleans i rei de França
- la princesa Margarida de Valois (1553-1615), casada el 1572 amb el rei Enric III de Navarra i futur rei de França amb el nom d'Enric IV de França
- el príncep Enric Hèrcules (1555-1584), duc d'Anjou i Alençon
- la princesa Victòria de Valois (1556)
- la princesa Joana de Valois (1556)

## Ducat de Bretanya i hereu del regne
De 1526 a 1530, com a garantia del compliment del Tractat de Madrid, va ser ostatge de l'emperador Carles V a diferents castells del Condestable de Castella, Íñigo Fernández de Velasco, com ara Villalba de los Alcores (Valladolid), Villalpando (Zamora) i finalment Pedraza (Segòvia) juntament amb el seu germà, el delfí Francesc, posteriorment coronat com Francesc III de Bretanya. Els dos nens comptaven vuit i nou anys quan van arribar com a ostatges entregats pel seu pare a l'emperador. Van sortir de Castella gràcies a la Pau de les Dames, firmada per Lluïsa de Savoia, mare de Francesc I, i Margarida d'Àustria, tieta de l'emperador Carles V, a la ciutat de Cambrai el dia 3 d'agost de 1529, però l'alliberació no es va produir fins al día 1 de juliol de 1930, a Hondarribia on va travessar el riu Bidasoa, canviats per una important quantitat d'or i joies, la més preuada era la coneguda "Flor de Lis".
En morir el seu germà, el delfí i duc Francesc III de Bretanya el 10 d'agost de 1536, recaigueren sobre Enric els seus títols. Així passà a ser delfí i, per tant, hereu del regne, com també titular del Ducat de Bretanya, si bé no arribà a ser coronat mai. Aquest fet provocà que el Ducat passés a ser integrat per Francesc I a la Corona.
Ordí i dirigí el Setge de Perpinyà (1542) amb 40.000 homes. Les tropes imperials comandades pels capitans Cervellon i Machichaco, que en una sortida van inutilitzar l'artilleria francesa que atacava les muralles, van resistir fins a l'arribada de l'exèrcit de Fernando Álvarez de Toledo y Pimentel, el duc d'Alba, provocant la retirada francesa.

## Ascens al tron

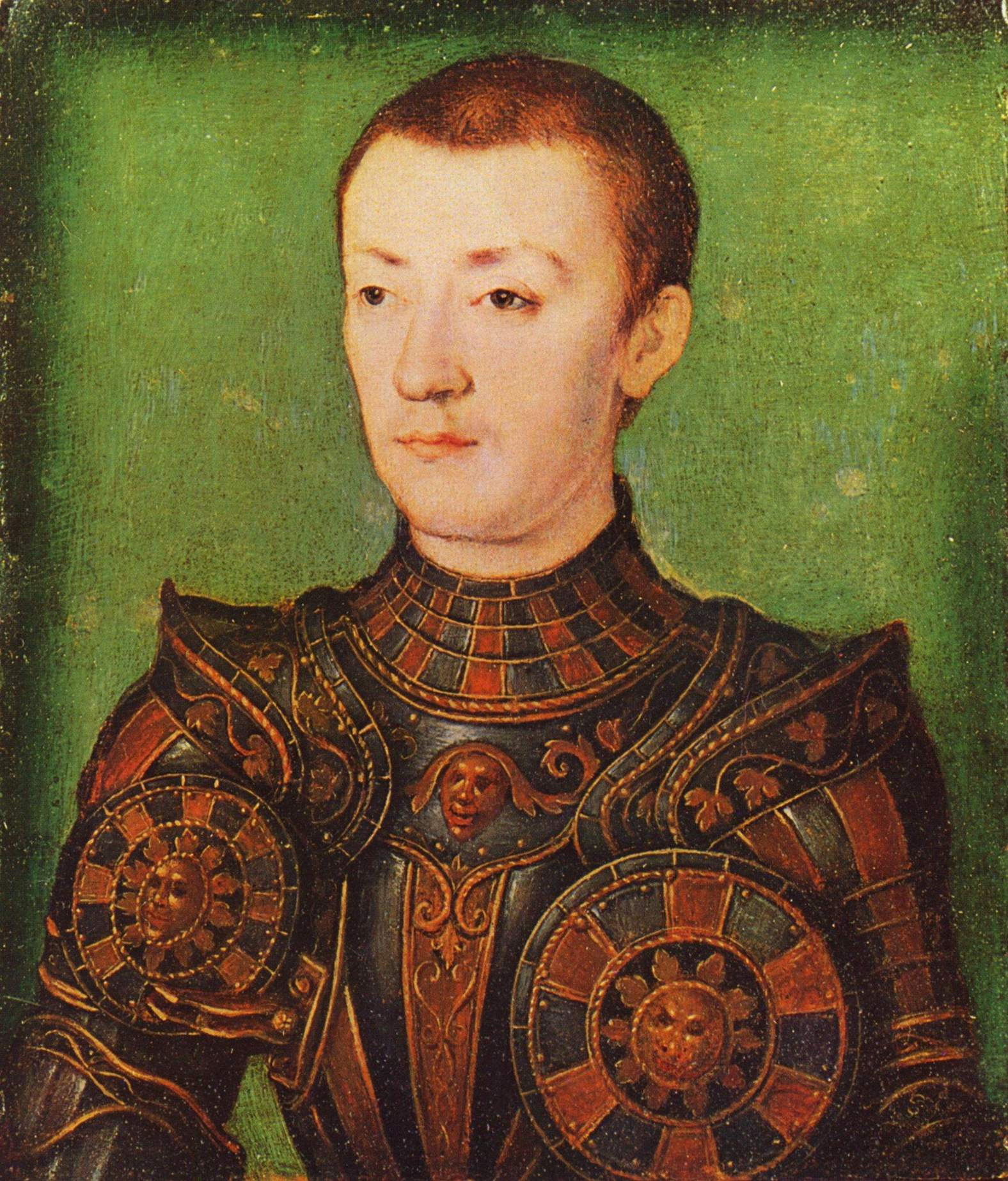
Imatge d'un jove príncep Enric

El 1547 a la mort del seu pare ascendí al tron francès i fou coronat a la Catedral de Reims. Fou erràtic en la política d'aliances i, en un principi, gran defensor del catolicisme davant la Reforma Protestant, combatent els hugonots però aliant-se amb els calvinistes. El 1551 va condemnar els llibres no-catòlics i va prohibir la seva venda i circulació. Aquesta lluita contra els protestants va comportar l'inici de les Guerres de Religió.
Va enfrontar-se al seu gran rival europeu Carles I de Castella, emperador del Sacre Imperi Romanogermànic, aliant-se amb l'Imperi Otomà. Va prendre Metz tot i l'assetjament del rei Habsburg i va defendre la ciutat de París de diversos intents d'ocupació per part de les tropes castellanes i imperials. Totes aquestes lluites van portar la Corona francesa a la fallida econòmica.
Va negociar el rescat de Bolonya amb els anglesos el 1550. Mitjançant el Tractat de Chambord de 1552 va aconseguir l'aliança dels prínceps protestants d'Alemanya contra l'emperador Carles V i fou autoritzat a prendre Metz, Toul i Verdun. Carles V, que estava preparant la seva abdicació, amb el Tractat de Vaucelles va buscar la pau amb França, concloent una treva de cinc anys i es reconeixien les noves possessions franceses (els bisbats de Metz, Toul i Verdun, moltes places fortes entre Luxemburg i Flandes, i possessions diverses en el Piemont, al centre de la Itàlia i Còrsega).
La primera preocupació de Felip II de Castella fou la guerra contra Enric, que donava suport als rebels flamencs, negociant una treva inestable el febrer de 1556. El mes següent, l'ambaixador francès a Anglaterra, Antoine de Noailles, es va veure implicat en la conspiració de Dudley contra Maria quan Sir Henry Dudley va intentar reunir una força d'invasió a França. Felip va tornar a Anglaterra de març a juliol de 1557 per persuadir a Maria de donar suport a Espanya en la guerra contra França. Maria estava a favor de la declaració de la guerra, que es va declarar el juny de 1557 després que el nebot de Reginald Pole, Thomas Stafford, va envair Anglaterra i es va apoderar del castell de Scarborough amb ajuda francesa, en un intent fallit de deposar Maria. Com a conseqüència de la guerra, les relacions entre Anglaterra i el papat es van tensar, ja que Pau IV es va aliar amb Enric. A l'agost, les forces angleses van vèncer en la Batalla de Sant Quintí però el gener de 1558 el duc de Guisa i l'armada francesa van prendre Calais, l'única possessió anglesa que quedava al continent. Les tropes aliades tornaren a vèncer a les franceses a la batalla de Gravelines, forçant a França a firmar la Pau de Cateau-Cambrésis el 1559 per la que França reconegué la supremacia hispànica.
Va morir el 1559 a París durant un torneig contra Gabriel de Montgomery, celebrat amb motiu de les núpcies de la seva filla Isabel amb Felip II de Castella, d'una ferida a l'ull.